# Pseudopyrausta acutangulalis
Pseudopyrausta acutangulalis là một loài bướm đêm thuộc họ Pyralidae. Nó là loài bản địa của Nam Mỹ, Trung Mỹ và the Antilles. Nó đã được du nhập vào Hawaii để kiểm soát Lantana.
Ấu trùng ăn Lantana camara.